# Харел Сруго
Харел Сруго (нар. 15 березня 1982) — колишній ізраїльський тенісист.
Найвищу одиночну позицію світового рейтингу — 703 місце досяг 8 квітня 2002, парну — 460 місце — 23 лютого 2004 року.

## Фінали ATP за кар'єру (1)

### Парний розряд (1)
| Легенда             |
| ATP Челленджери (1) |

| Фінали за покриттям |
| ------------------- |
| Тверде (1–0)        |
| Ґрунт (0–0)         |
| Трава (0–0)         |
| Килим (0–0)         |

| Результат | Ранг | Дата          | Турнір         | Покриття | Партнер   | Суперники у фіналі           | Рахунок          |
| --------- | ---- | ------------- | -------------- | -------- | --------- | ---------------------------- | ---------------- |
| Перемога  | 1.   | 22 липня 2012 | Бінгемтон, США | Тверде   | Дуді Села | Адрієн Боссель Майкл Макклун | 6–2, 3–6, [10–8] |